# Élections législatives de 2022 en Martinique
Les élections législatives françaises de 2022 se dérouleront les 11 et 18 juin 2022. En Martinique, quatre députés sont à élire dans le cadre de quatre circonscriptions.

## Contexte

### Résultats de l'élection présidentielle de 2022 par circonscription
| Circonscription | 1er tour | 1er tour | 1er tour  |         | 2d tour | 2d tour |
| Circonscription | Macron   | Le Pen   | Mélenchon | Macron  | Le Pen  |         |
| --------------- | -------- | -------- | --------- | ------- | ------- | ------- |
| Circonscription |          |          |           |         |         |         |
| 1re             | 15,31 %  | 14,47 %  | 53,09 %   | 36,82 % | 63,18 % |         |
| 2e              | 17,99 %  | 14,54 %  | 50,94 %   | 40,18 % | 59,82 % |         |
| 3e              | 16,17 %  | 11,33 %  | 54,82 %   | 42,20 % | 57,80 % |         |
| 4e              | 15,70 %  | 12,76 %  | 54,02 %   | 38,20 % | 61,80 % |         |

## Système électoral
Les élections législatives ont lieu au scrutin uninominal majoritaire à deux tours dans des circonscriptions uninominales.
Est élu au premier tour le candidat qui réunit la majorité absolue des suffrages exprimés et un nombre de voix au moins égal au quart (25 %) des électeurs inscrits dans la circonscription. Si aucun des candidats ne satisfait ces conditions, un second tour est organisé entre les candidats ayant réuni un nombre de voix au moins égal à un huitième des inscrits (12,5 %) ; les deux candidats arrivés en tête du premier tour se maintiennent néanmoins par défaut si un seul ou aucun d'entre eux n'a atteint ce seuil. Au second tour, le candidat arrivé en tête est déclaré élu.
Le seuil de qualification basé sur un pourcentage du total des inscrits et non des suffrages exprimés rend plus difficile l'accès au second tour lorsque l'abstention est élevée. Le système permet en revanche l'accès au second tour de plus de deux candidats si plusieurs d'entre eux franchissent le seuil de 12,5 % des inscrits. Les candidats en lice au second tour peuvent ainsi être trois, un cas de figure appelé « triangulaire ». Les second tours où s'affrontent quatre candidats, appelés « quadrangulaire » sont également possibles, mais beaucoup plus rares.

### Partis et nuances
Les résultats des élections sont publiées en France par le ministère de l'Intérieur, qui classe les partis en leur attribuant des nuances politiques. Ces dernières sont décidées par les préfets, qui les attribuent indifféremment de l'étiquette politique déclarée par les candidats, qui peut être celle d'un parti ou une candidature sans étiquette.
En 2022, seuls les coalitions Ensemble (ENS) et Nouvelle Union populaire écologique et sociale (NUP), ainsi que le Parti radical de gauche (RDG),  l'Union des démocrates et indépendants (UDI), Les Républicains (LR), le Rassemblement national (RN) et Reconquête (REC) se voient attribués des nuances propres,,.
Tous les autres partis se voient attribués l'une ou l'autre des nuances suivantes : DXG (divers extrême gauche), DVG (divers gauche), ECO (écologiste), REG (régionaliste), DVC (divers centre), DVD (divers droite), DSV (droite souverainiste) et DXD (divers extrême droite). Des partis comme Debout la France ou Lutte ouvrière ne disposent ainsi pas de nuances propres, et leurs résultats nationaux ne sont pas publiés séparément par le ministère, car mélangés avec d'autres partis (respectivement dans les nuances DSV et DXG),.

## Campagne
Les candidats des partis nationaux de la Nouvelle Union populaire écologique et sociale ont été battus au premier tour. Néanmoins, les huit candidats en lice pour le second tour ont déclarés vouloir siéger dans le groupe de la NUPES.

## Résultats

### Élus
| Circonscription                                 | Député sortant            | Parti ou nuance | Parti ou nuance | Groupe       | Député élu ou réélu | Parti ou nuance | Parti ou nuance | Groupe  |
| ----------------------------------------------- | ------------------------- | --------------- | --------------- | ------------ | ------------------- | --------------- | --------------- | ------- |
| 1re                                             | Josette Manin*            |                 | BPM             | app.SOC      | Jiovanny William    |                 | DVG             | GDR     |
| 2e                                              | Manuéla Kéclard-Mondésir* |                 | DVG             | GDR          | Marcellin Nadeau    |                 | Péyi-A          | GDR     |
| 3e                                              | siège vacant              | siège vacant    | siège vacant    | siège vacant | Johnny Hajjar       |                 | PPM             | app.SOC |
| 4e                                              | Jean-Philippe Nilor       |                 | Péyi-A          | GDR          | Jean-Philippe Nilor |                 | Péyi-A          | LFI     |
| * député sortant ne se représentant pas en 2022 |                           |                 |                 |              |                     |                 |                 |         |

### Taux de participation
| Taux de participation | 1er tour | 1er tour | 1er tour   | 2d tour | 2d tour | 2d tour    | Différence entre les deux tours |
| Taux de participation | En 2017  | En 2022  | Différence | En 2017 | En 2022 | Différence | Différence entre les deux tours |
| --------------------- | -------- | -------- | ---------- | ------- | ------- | ---------- | ------------------------------- |
| À midi                | 9,52 %   | 7,2 %    | 2,32       | 11,87 % | 10,20 % | 1,67       | 3                               |
| À 17 heures           | 18,19 %  | 15,10 %  | 3,09       | 22,27 % | 20,10 % | 2,17       | 5                               |
| Final                 | 26,08 %  | 21,60%   | 4,48       | 31,32 % | 25,71   | 5,61       | 4,11                            |

### Résultats à l'échelle du département

#### Résultats par coalition
| Parti et coalition                                           | Parti et coalition                                           | Parti et coalition                                           | Premier tour | Premier tour | Premier tour | Second tour   | Second tour   | Second tour | Total Sièges  | +/-           |  |
| Parti et coalition                                           | Parti et coalition                                           | Parti et coalition                                           | Voix         | %            | Sièges       | Voix          | %             | Sièges      | Total Sièges  | +/-           |  |
| ------------------------------------------------------------ | ------------------------------------------------------------ | ------------------------------------------------------------ | ------------ | ------------ | ------------ | ------------- | ------------- | ----------- | ------------- | ------------- |  |
|                                                              |                                                              | Péyi-A                                                       | 13 487       | 21,72        | 0            | 28 093        | 38,53         | 2           | 2             | 2             |  |
|                                                              | La France insoumise (LFI)                                    | 5 425                                                        | 8,74         | 0            |              |               |               | 0           | en stagnation |               |  |
|                                                              | Sans étiquette                                               | 2 168                                                        | 3,49         | 0            | 11 336       | 15,55         | 1             | 1           | Nv            |               |  |
|                                                              | Parti socialiste (PS)                                        | 1 163                                                        | 1,87         | 0            |              |               |               | 0           | en stagnation |               |  |
|                                                              | Caraïbe Écologie Les Verts (CELV)                            | 1 043                                                        | 1,68         | 0            | 0            | Nv            |               |             |               |               |  |
| Total Nouvelle Union populaire écologique et sociale (NUPES) | Total Nouvelle Union populaire écologique et sociale (NUPES) | 23 286                                                       | 37,50        | 0            | 39 429       | 54,08         | 3             | 3           | 3             |               |  |
|                                                              |                                                              | Mouvement indépendantiste martiniquais (MIM)                 | 11 705       | 18,85        | 0            | 20 172        | 27,67         | 0           | 0             | 1             |  |
|                                                              | Parti pour la libération de la Martinique (PALIMA)           | 2 288                                                        | 3,68         | 0            | 5 489        | 7,53          | 0             | 0           | en stagnation |               |  |
| Total Gran sanblé pou Matinik (GSPM)                         | Total Gran sanblé pou Matinik (GSPM)                         | 13 993                                                       | 22,53        | 0            | 25 661       | 35,20         | 0             | 0           | 1             |               |  |
|                                                              |                                                              | Parti progressiste martiniquais (PPM)                        | 9 039        | 14,56        | 0            | 7 813         | 10,72         | 1           | 1             | en stagnation |  |
|                                                              | Bâtir le pays Martinique (BPM)                               | 1 783                                                        | 2,87         | 0            |              |               |               | 0           | 1             |               |  |
| Total Alians Matinik (AS)                                    | Total Alians Matinik (AS)                                    | 10 822                                                       | 17,43        | 0            | 7 813        | 10,72         | 1             | 1           | 1             |               |  |
|                                                              | La Martinique ensemble (LME)                                 | La Martinique ensemble (LME)                                 | 2 742        | 4,42         | 0            |               |               |             | 0             | Nv            |  |
|                                                              | Rassemblement national (RN)                                  | Rassemblement national (RN)                                  | 1 990        | 3,20         | 0            | 0             | en stagnation |             |               |               |  |
|                                                              |                                                              | Les Républicains (LR)                                        | 683          | 1,10         | 0            | 0             | en stagnation |             |               |               |  |
|                                                              | Union des démocrates et indépendants (UDI)                   | 513                                                          | 0,83         | 0            | 0            | en stagnation |               |             |               |               |  |
| Total Union de la droite et du centre (UDC)                  | Total Union de la droite et du centre (UDC)                  | 1 196                                                        | 1,93         | 0            | 0            | en stagnation |               |             |               |               |  |
|                                                              | Mouvement populaire franciscain (MPF)                        | Mouvement populaire franciscain (MPF)                        | 1 179        | 1,90         | 0            | 0             | Nv            |             |               |               |  |
|                                                              |                                                              | La République en marche (LREM)                               | 783          | 1,26         | 0            | 0             | en stagnation |             |               |               |  |
| Total Ensemble (ENS)                                         | Total Ensemble (ENS)                                         | 783                                                          | 1,26         | 0            | 0            | en stagnation |               |             |               |               |  |
|                                                              | Combat ouvrier (CO)                                          | Combat ouvrier (CO)                                          | 751          | 1,21         | 0            | 0             | en stagnation |             |               |               |  |
|                                                              | Union des démocrates et indépendants (UDI) - hors accord UDC | Union des démocrates et indépendants (UDI) - hors accord UDC | 747          | 1,20         | 0            | 0             | en stagnation |             |               |               |  |
|                                                              | Chemin d'avenir (CA)                                         | Chemin d'avenir (CA)                                         | 597          | 0,96         | 0            | 0             | Nv            |             |               |               |  |
|                                                              | Reconquête (REC)                                             | Reconquête (REC)                                             | 503          | 0,81         | 0            | 0             | Nv            |             |               |               |  |
|                                                              | Rassemblement démocratique pour la Martinique (RDM)          | Rassemblement démocratique pour la Martinique (RDM)          | 266          | 0,43         | 0            | 0             | en stagnation |             |               |               |  |
|                                                              |                                                              | Les Patriotes (LP)                                           | 212          | 0,34         | 0            | 0             | Nv            |             |               |               |  |
| Total Union pour la France (UPF)                             | Total Union pour la France (UPF)                             | 212                                                          | 0,34         | 0            | 0            | Nv            |               |             |               |               |  |
|                                                              | La Martinique avant tout (LMAT)                              | La Martinique avant tout (LMAT)                              | 180          | 0,29         | 0            | 0             | Nv            |             |               |               |  |
|                                                              | Respé                                                        | Respé                                                        | 155          | 0,25         | 0            | 0             | en stagnation |             |               |               |  |
|                                                              | Mouvement unifié de la jeunesse active martiniquaise (MUJAM) | Mouvement unifié de la jeunesse active martiniquaise (MUJAM) | 97           | 0,16         | 0            | 0             | Nv            |             |               |               |  |
|                                                              | Aktè, Kilti, Matinik (AKM)                                   | Aktè, Kilti, Matinik (AKM)                                   | 78           | 0,13         | 0            | 0             | Nv            |             |               |               |  |
|                                                              | Sans étiquette (SE)                                          | Sans étiquette (SE)                                          | 2 518        | 4,06         | 0            | 0             | 1             |             |               |               |  |
|                                                              |                                                              |                                                              |              |              |              |               |               |             |               |               |  |
| Suffrages exprimés                                           | Suffrages exprimés                                           | Suffrages exprimés                                           | 62 095       | 94,38        |              | 72 903        | 93,12         |             |               |               |  |
| Votes blancs                                                 | Votes blancs                                                 | Votes blancs                                                 | 2 125        | 3,23         | 3 025        | 3,86          |               |             |               |               |  |
| Votes nuls                                                   | Votes nuls                                                   | Votes nuls                                                   | 1 571        | 2,39         | 2 365        | 3,02          |               |             |               |               |  |
| Total                                                        | Total                                                        | Total                                                        | 65 791       | 100          | 0            | 78 293        | 100           | 4           | 4             | en stagnation |  |
| Abstentions                                                  | Abstentions                                                  | Abstentions                                                  | 238 770      | 78,40        |              | 226 262       | 74,29         |             |               |               |  |
| Inscrits/Participation                                       | Inscrits/Participation                                       | Inscrits/Participation                                       | 304 561      | 21,60        | 304 555      | 25,71         |               |             |               |               |  |

#### Résultats par nuance
| Nuance                 | Nuance                               | Nuance                 | Premier tour | Premier tour | Premier tour | Second tour | Second tour   | Second tour | Total Sièges | +/-           |
| Nuance                 | Nuance                               | Nuance                 | Voix         | %            | Sièges       | Voix        | %             | Sièges      | Total Sièges | +/-           |
| ---------------------- | ------------------------------------ | ---------------------- | ------------ | ------------ | ------------ | ----------- | ------------- | ----------- | ------------ | ------------- |
|                        | Régionalistes                        | REG                    | 27 798       | 44,77        | 0            | 53 754      | 73,73         | 2           | 2            | 1             |
|                        | Divers gauche                        | DVG                    | 27 051       | 43,56        | 0            | 19 149      | 26,27         | 2           | 2            | 1             |
|                        | Rassemblement national               | RN                     | 1 990        | 3,20         | 0            |             |               |             | 0            | en stagnation |
|                        | Union des démocrates et indépendants | UDI                    | 1 260        | 2,03         | 0            | 0           | en stagnation |             |              |               |
|                        | Écologiste                           | ECO                    | 1 043        | 1,68         | 0            | 0           | en stagnation |             |              |               |
|                        | Divers extrême gauche                | DXG                    | 984          | 1,58         | 0            | 0           | en stagnation |             |              |               |
|                        | Ensemble                             | ENS                    | 783          | 1,26         | 0            | 0           | en stagnation |             |              |               |
|                        | Divers droite                        | DVD                    | 595          | 0,96         | 0            | 0           | en stagnation |             |              |               |
|                        | Reconquête                           | REC                    | 503          | 0,81         | 0            | 0           | Nv            |             |              |               |
|                        | Les Républicains                     | LR                     | 88           | 0,14         | 0            | 0           | en stagnation |             |              |               |
|                        |                                      |                        |              |              |              |             |               |             |              |               |
| Suffrages exprimés     | Suffrages exprimés                   | Suffrages exprimés     | 62 095       | 94,38        |              | 72 903      | 93,12         |             |              |               |
| Votes blancs           | Votes blancs                         | Votes blancs           | 2 125        | 3,23         | 3 025        | 3,86        |               |             |              |               |
| Votes nuls             | Votes nuls                           | Votes nuls             | 1 571        | 2,39         | 2 365        | 3,02        |               |             |              |               |
| Total                  | Total                                | Total                  | 65 791       | 100          | 0            | 78 293      | 100           | 4           | 4            | en stagnation |
| Abstentions            | Abstentions                          | Abstentions            | 238 770      | 78,40        |              | 226 262     | 74,29         |             |              |               |
| Inscrits/Participation | Inscrits/Participation               | Inscrits/Participation | 304 561      | 21,60        | 304 555      | 25,71       |               |             |              |               |

### Résultats par circonscription

#### Première circonscription
Députée sortante : Josette Manin (Bâtir le pays Martinique), qui ne se représente pas.
| Candidat                 | Candidat                         | Parti                    | Nuance                   | Premier tour | Premier tour | Second tour | Second tour |
| Candidat                 | Candidat                         | Parti                    | Nuance                   | Voix         | %            | Voix        | %           |
| ------------------------ | -------------------------------- | ------------------------ | ------------------------ | ------------ | ------------ | ----------- | ----------- |
|                          | Philippe Edmond-Mariette         | MIM (GSPM)               | REG                      | 2 664        | 17,88        | 6 675       | 37,10       |
|                          | Jiovanny William                 | SE (NUPES)               | DVG                      | 2 168        | 14,55        | 11 336      | 62,90       |
|                          | Fred Samot                       | BPM (AS)                 | DVG                      | 1 783        | 11,96        |             |             |
|                          | Marie-Noëlle Delannay            | LFI (NUPES)              | DVG                      | 1 619        | 10,86        |             |             |
|                          | Ludovic Romain                   | LME                      | DVG                      | 1 312        | 8,80         |             |             |
|                          | Alain-Claude Lagier              | MPF                      | DVG                      | 1 179        | 7,91         |             |             |
|                          | Béatrice Bellay                  | PS (NUPES)               | DVG                      | 1 163        | 7,80         |             |             |
|                          | Philippe Jean-Marie Alphonsine   | SE                       | DVG                      | 624          | 4,19         |             |             |
|                          | Jonathan Tabar                   | app. LR (UDC)            | DVD                      | 595          | 3,99         |             |             |
|                          | Charles Bélimont                 | RN                       | RN                       | 564          | 3,78         |             |             |
|                          | Yann Miévilly                    | EÉLV (NUPES)             | ECO                      | 288          | 1,93         |             |             |
|                          | Érick Valère                     | RDM                      | DVG                      | 266          | 1,78         |             |             |
|                          | Marie-Hellen Marthe-dite-Surelly | CO                       | DXG                      | 247          | 1,66         |             |             |
|                          | Joëlle Godard                    | UDI                      | UDI                      | 157          | 1,05         |             |             |
|                          | Édryan Rangoly                   | REC                      | REC                      | 98           | 0,66         |             |             |
|                          | Jean-Pierre Puisard              | MUJAM                    | REG                      | 97           | 0,65         |             |             |
|                          | Thomas Crispin                   | AKM                      | DXG                      | 78           | 0,52         |             |             |
|                          |                                  |                          |                          |              |              |             |             |
| Votes valides            | Votes valides                    | Votes valides            | Votes valides            | 14 902       | 93,11        | 18 011      | 92,91       |
| Votes blancs             | Votes blancs                     | Votes blancs             | Votes blancs             | 620          | 3,87         | 748         | 3,86        |
| Votes nuls               | Votes nuls                       | Votes nuls               | Votes nuls               | 483          | 3,02         | 626         | 3,23        |
| Total                    | Total                            | Total                    | Total                    | 16 005       | 100          | 19 385      | 100         |
| Abstention               | Abstention                       | Abstention               | Abstention               | 64 036       | 80,00        | 60 645      | 75,78       |
| Inscrits / participation | Inscrits / participation         | Inscrits / participation | Inscrits / participation | 80 041       | 20,00        | 80 030      | 24,22       |

#### Deuxième circonscription
Député sortant : Manuéla Kéclard-Mondésir (Divers gauche), qui ne se représente pas. Elle avait été élue en 2017 comme suppléante de Bruno Nestor Azerot (Divers gauche).
| Candidat                 | Candidat                 | Parti                    | Nuance                   | Premier tour | Premier tour | Second tour | Second tour |
| Candidat                 | Candidat                 | Parti                    | Nuance                   | Voix         | %            | Voix        | %           |
| ------------------------ | ------------------------ | ------------------------ | ------------------------ | ------------ | ------------ | ----------- | ----------- |
|                          | Marcellin Nadeau         | Péyi-A (NUPES)           | REG                      | 4 436        | 27,56        | 12 764      | 63,50       |
|                          | Justin Pamphile          | MIM (GSPM)               | REG                      | 4 160        | 25,84        | 7 348       | 36,50       |
|                          | Jean-Baptiste Rotsen     | PPM (AS)                 | DVG                      | 3 130        | 19,44        |             |             |
|                          | Karine Varasse           | LFI (NUPES)              | DVG                      | 2 127        | 13,21        |             |             |
|                          | Barbara Jean-Élie        | SE                       | DVG                      | 721          | 4,48         |             |             |
|                          | Max Ferraty              | RN                       | RN                       | 598          | 3,71         |             |             |
|                          | Astrid Rodap             | UDI (UDC)                | UDI                      | 318          | 1,98         |             |             |
|                          | Chantal Saint-Olympe     | LP (UPF)                 | DVG                      | 212          | 1,32         |             |             |
|                          | Marcel Sellaye           | Respé - GRS              | DXG                      | 155          | 0,96         |             |             |
|                          | Cynthia Bellame          | REC                      | REC                      | 123          | 0,76         |             |             |
|                          | Gaëtan Alex Duféal       | CO                       | DXG                      | 117          | 0,73         |             |             |
|                          |                          |                          |                          |              |              |             |             |
| Votes valides            | Votes valides            | Votes valides            | Votes valides            | 16 097       | 93,52        | 20 112      | 93,50       |
| Votes blancs             | Votes blancs             | Votes blancs             | Votes blancs             | 663          | 3,85         | 787         | 3,66        |
| Votes nuls               | Votes nuls               | Votes nuls               | Votes nuls               | 452          | 2,63         | 611         | 2,84        |
| Total                    | Total                    | Total                    | Total                    | 17 212       | 100          | 21 510      | 100         |
| Abstention               | Abstention               | Abstention               | Abstention               | 62 842       | 78,50        | 58 543      | 73,13       |
| Inscrits / participation | Inscrits / participation | Inscrits / participation | Inscrits / participation | 80 054       | 21,50        | 80 053      | 26,87       |

#### Troisième circonscription
Siège vacant à la suite de la démission de Serge Letchimy (Parti progressiste martiniquais).
| Candidat                 | Candidat                  | Parti                    | Nuance                   | Premier tour | Premier tour | Second tour | Second tour |
| Candidat                 | Candidat                  | Parti                    | Nuance                   | Voix         | %            | Voix        | %           |
| ------------------------ | ------------------------- | ------------------------ | ------------------------ | ------------ | ------------ | ----------- | ----------- |
|                          | Johnny Hajjar             | PPM (AS)                 | DVG                      | 4 471        | 37,03        | 7 813       | 58,74       |
|                          | Francis Carole            | PALIMA (GSPM)            | REG                      | 2 288        | 18,95        | 5 489       | 41,26       |
|                          | Thierry Renard            | LFI (NUPES)              | DVG                      | 1 679        | 13,90        |             |             |
|                          | Nathalie Jos              | Péyi-A (NUPES)           | REG                      | 684          | 5,66         |             |             |
|                          | Jean-Michel Jean-Baptiste | SE                       | DVG                      | 684          | 5,66         |             |             |
|                          | Daniel Robin              | CA                       | DVG                      | 597          | 4,94         |             |             |
|                          | Audrey Giraud             | LREM (ENS)               | ENS                      | 420          | 3,48         |             |             |
|                          | Cédric Crampon            | RN                       | RN                       | 413          | 3,42         |             |             |
|                          | Gabriel Jean-Marie        | CO                       | DXG                      | 243          | 2,01         |             |             |
|                          | Isabelle Molé             | UDI (UDC)                | UDI                      | 195          | 1,61         |             |             |
|                          | Marie-Jeanne Jeanville    | REC                      | REC                      | 180          | 1,49         |             |             |
|                          | Joël Bardet               | LMAT                     | REG                      | 180          | 1,49         |             |             |
|                          | Noël Nemouthé             | SE                       | REG                      | 41           | 0,34         |             |             |
|                          |                           |                          |                          |              |              |             |             |
| Votes valides            | Votes valides             | Votes valides            | Votes valides            | 12 075       | 94,09        | 13 302      | 92,22       |
| Votes blancs             | Votes blancs              | Votes blancs             | Votes blancs             | 462          | 3,60         | 670         | 4,65        |
| Votes nuls               | Votes nuls                | Votes nuls               | Votes nuls               | 296          | 2,31         | 452         | 3,13        |
| Total                    | Total                     | Total                    | Total                    | 12 833       | 100          | 14 424      | 100         |
| Abstention               | Abstention                | Abstention               | Abstention               | 47 675       | 78,79        | 46 088      | 76,16       |
| Inscrits / participation | Inscrits / participation  | Inscrits / participation | Inscrits / participation | 60 508       | 21,21        | 60 512      | 23,84       |

#### Quatrième circonscription
Député sortant : Jean-Philippe Nilor (Péyi-A)
| Candidat                 | Candidat                 | Parti                    | Nuance                   | Premier tour | Premier tour | Second tour | Second tour |
| Candidat                 | Candidat                 | Parti                    | Nuance                   | Voix         | %            | Voix        | %           |
| ------------------------ | ------------------------ | ------------------------ | ------------------------ | ------------ | ------------ | ----------- | ----------- |
|                          | Jean-Philippe Nilor      | Péyi-A (NUPES)           | REG                      | 8 367        | 43,99        | 15 329      | 71,37       |
|                          | Alfred Marie-Jeanne      | MIM (GSPM)               | REG                      | 4 881        | 25,66        | 6 149       | 28,63       |
|                          | David Dinal              | PPM (AS)                 | DVG                      | 1 438        | 7,56         |             |             |
|                          | Ruddy Duville            | LME                      | DVG                      | 1 430        | 7,52         |             |             |
|                          | Karine Thérèse           | EÉLV (NUPES)             | ECO                      | 755          | 3,97         |             |             |
|                          | Philippe Petit           | UDI                      | UDI                      | 590          | 3,10         |             |             |
|                          | Nicolas Occolier         | RN                       | RN                       | 415          | 2,18         |             |             |
|                          | Laurence Tibérinus       | LREM (ENS)               | ENS                      | 363          | 1,91         |             |             |
|                          | David Liméry             | SE                       | DVG                      | 329          | 1,73         |             |             |
|                          | Mélanie Sulio            | CO                       | DXG                      | 144          | 0,76         |             |             |
|                          | Célia Sainte-Rose        | REC                      | REC                      | 102          | 0,54         |             |             |
|                          | Jean-Marc Lusbec         | LR (UDC)                 | LR                       | 88           | 0,46         |             |             |
|                          | Édouard Tinaugus         | SE                       | DVG                      | 79           | 0,42         |             |             |
|                          | Richard Mirande          | SE                       | DVG                      | 40           | 0,21         |             |             |
|                          |                          |                          |                          |              |              |             |             |
| Votes valides            | Votes valides            | Votes valides            | Votes valides            | 19 021       | 96,35        | 21 478      | 93,49       |
| Votes blancs             | Votes blancs             | Votes blancs             | Votes blancs             | 380          | 1,92         | 820         | 3,57        |
| Votes nuls               | Votes nuls               | Votes nuls               | Votes nuls               | 340          | 1,72         | 676         | 2,94        |
| Total                    | Total                    | Total                    | Total                    | 19 741       | 100          | 22 974      | 100         |
| Abstention               | Abstention               | Abstention               | Abstention               | 64 217       | 76,49        | 60 986      | 72,64       |
| Inscrits / participation | Inscrits / participation | Inscrits / participation | Inscrits / participation | 83 958       | 23,51        | 83 960      | 27,36       |